# Bhaktisiddhanta Sarasvati
Bhaktisiddhanta Saraswati Thakura Prabhupada, nascido como Bimal Prasad Dutta (Puri, Índia, 6 de fevereiro de 1874 - 1 de janeiro de 1937), foi um pregador do vaixnavismo gaudia altamente influente na Índia no final do século XIX e começo do século XX.
Discípulo de Bhaktivinoda Thakura, grande acharya Vaishnava, descendente da sucessão discipular fundada por Chaitanya Mahaprabhu. Exerceu cargo público na função de Magistrado, porém isto não o impediu de incansavelmente difundir os ensinamentos do Chaitanya, a encarnação de Krishna como devoto modelo para a era de Kali Yuga.  
Foi mestre espiritual de Bhaktivedanta Swami Prabhupada, o Fundador da Sociedade Internacional para a Consciência de Krishna. 